# Temnaoré (Kongoussi)
Ne doit pas être confondu avec Temnaoré (Siglé).
Temnaoré est un village situé dans le département de Kongoussi de la province du Bam dans la région du Centre-Nord au Burkina Faso.

## Géographie

### Localisation
Temnaoré se situe à une trentaine de kilomètres à l’ouest de Kongoussi. Temnaoré est limité  
- à l’est par les villages de Lourgou, Sam, Imiéré, Nongsom et Zingguima
- à l’ouest par les villages de Daribiti n°1, Oui, Napalgué
- au nord par les villages de Ibis, Lourfa, Zamsé, Touga et

- au sud par les villages de Dafiré, Bogonam et Dinguilga.

### Géologie et relief

#### Relief
Le terroir a une inclinaison générale Sud-Nord. Le relief est soumis à l’érosion. Le village dispose de collines, de ravins et de quelques bas-fonds. 

#### Sols
Ce sont des sols peu évolués et peu profonds (<45 cm) à valeur agricole très faible à nulle. Ils sont utilisés à des fins sylvo-pastorales. Les sols ferrugineux tropicaux sont localisés sur les pentes supérieures des collines. Ils sont peu profonds (<45 cm) et proviennent de l'altération des cuirasses. Ce sont des sols à vocation agro-sylvo-pastorale. Les sols sablo-limoneux à argileux sont localisés le long des plans d’eau dans les vallées ou fonds de vallées. Ce sont des sols profonds (>40 cm) à valeur agro-sylvo-pastorale intéressante. Outre ces trois principales unités de sols, on note de façon dispersée la présence de lithosols des plateaux cuirassés. Ce sont des sols où l'on note la quasi absence d’une couche de végétation et de terre. Leur valeur agro-sylvo-pastorale est négligeable. 
De façon générale, on observe une dégradation progressive des différents types de sols. Cette situation rend pratiquement impossible leur exploitation sans des aménagements de protection et de conservation des eaux et des sols et l'apport de matières minérales.

### Climat
Le climat est de type sahélien caractérisé par une saison sèche de novembre à mai et une saison des pluies de juin à septembre-octobre avec les maxima de précipitation enregistrés en juillet et août. Ces précipitations sont causées par la mousson, vent humide qui souffle de la mer vers les terres,. 
La saison sèche comporte deux périodes : 
- Une période sèche et froide qui débute à partir de mi-novembre avec les vents d’harmattan soufflant du nord-est vers le sud-ouest. Le mois le plus froid est celui de décembre ;
- Une période sèche et chaude qui s’installe à partir de mars et qui se renforce en avril[3],[4].

La pluviométrie varie entre 500 et 800 mm d’eau par an. Cette pluviométrique affecte négativement les récoltes, le couvert végétal et la disponibilité des eaux de surface,.

### Hydrographie
On enregistre des cours d’eau au niveau du village. Ces cours d’eau, principalement alimentés par les précipitations, tarissent en saison sèche. Temnaoré a un barrage qui tarit tout juste après les saisons pluvieuses.

### Végétation et faune

#### Végétation
Le caractère semi-désertique du climat du village ne favorise pas l'existence d'une végétation abondante. La végétation originelle est de type savane arborée qui s’est fortement dégradée ces dernières années du fait de la sécheresse et de la forte pression foncière. Les formations végétales naturelles encore présentes sont les reliques de fortes galeries le long des cours d’eau, les savanes et les steppes,. Les principales espèces végétales figurent dans le tableau ci-dessous.
| Nom scientifique        | Nom français                    | Nom en moré | Utilisation                                                                                             |
| ----------------------- | ------------------------------- | ----------- | --- |
| Adansonia digitata      | Baobab africain                 | Toeega      | - alimentation humaine (fruits et feuilles) - artisanat (racines) - pharmacopée                         |
| Balanites aegyptiaca    | Dattier du désert               | Kieglga     | - alimentation humaine (fruits et feuilles) - fourrage (feuilles) - bois d'œuvre - pharmacopée          |
| Acacia nilotica         | Gommier rouge                   | Pengendga   | - artisanat (teinture) - fourrage - bois de chauffe - pharmacopée                                       |
| Piliostigma reticulatum | Piliostigma, Bauhinia, Semelier | Bagandé     | - alimentation humaine (feuilles) - fourrage (feuilles et fruits) - bois d'œuvre (fibres) - pharmacopée |
| Tamarindus indica       | Tamarinier                      | Pusga       | - alimentation (fruits et feuilles) - bois de chauffe - pharmacopée                                     |
| Vitellaria paradoxa     | Karité                          | Taâga       | - alimentation humaine (fruits) - fourrage (fruits) - bois de chauffe - bois d'œuvre - pharmacopée      |

#### Faune
Le village est pauvre en gibiers qui se composent de petits gibiers tels que les  lièvres, les singes, les perdrix, les pintades, le chat sauvage, les oiseaux et différents reptiles. La raréfaction des animaux sauvages dans la zone, selon les villageois, est due en grande partie à la diminution du couvert végétal et à la pression de l’homme (braconnage). 

## Histoire
Les premiers ancêtres de Temnaoré sont venus de Ouagadougou à la suite d'un conflit de chefferie. Ils sont arrivés à Temnaoré qui jadis s’appelait Oui et était habités par les familles Sawadogo et les Kibsi. Le premier Chef s’appelait Naaba Somtinmoogo. Le premier quartier où s’est installé le premier chef s’appelle Nakombgo et ensuite il se déplaça de ce quartier pour le céder aux forgerons qui sont les propriétaires terriens. Le forgerons baptisèrent ce quartier Temnaoré qui est devenu le nom de tout le village et veut dire « je resterai ici et j’étendrais mon pied ». 

## Politique et administration
Sur le plan administratif, c’est le Conseil Villageois de Développement (CVD) qui joue le rôle d’interface entre les communautés et les partenaires. Il est chargé de coordonner et de mettre en œuvre toutes les actions de développement.

## Population et société

### Données démographiques
Le village compte 4007 habitants dont 1500 hommes et 2507 femmes. Temnaoré compte dix quartiers (Nakombgo, Tengsobgo, Bogoyiri, Tilembougrin, Gambin, Binogo, Souka, Siguidiguin, Kougrisingo, Temnaoré-Fulbé).  
Les derniers chiffres officiels ont enregistré une population de 2606 habitants pour Temnaoré en 2006. 
La population est composée en majorité de Mossis (95%) et une minorité de Peulhs (5%). Les habitants vivent de l’agriculture et de l’élevage et certaines familles pratiquent en plus l’artisanat. Les religions par ordre d’importance sont la religion musulmane sunnite (70%), animiste (15%), catholique (10%) et protestante (5%). Le village a un chef qui a été intronisé il y a deux ans. 

### Organisation coutumière et sociale
Le chef coutumier de Temnaoré est le principal détenteur du pouvoir traditionnel de sa localité. Il est garant du respect des coutumes, de la tradition et du maintien de la cohésion sociale. Il est assisté par le Tengsoba (chef de terre) qui règle les différends fonciers et accomplit les sacrifices ou rituels garantissant la productivité, la santé, la paix et la prospérité dans le village. Le pouvoir se transmet de père en fils. Dans le domaine du foncier la femme n’a pas le droit de propriété sur la terre mais ne bénéficie que d’un droit d’usufruit. Elle peut exploiter un lopin de terre appartenant à son époux pour la culture de l’arachide, du gombo, etc. Les jeunes sont très actifs et contribuent au développement du village à travers leur participation dans les associations. Mais, ils sont confrontés aux dures réalités de la pauvreté, du chômage, de l’alcoolisme et de l’analphabétisme. Cette situation incite nombre d’entre eux à l’exode vers les centres urbains (Bobo Dioulasso et Ouagadougou) et certains sites miniers de la région privant ainsi le village de sa main d’œuvre. 
La formation et la création d’emplois pourraient aider à l’épanouissement, à la fixation et à l’implication des jeunes dans le développement du village. Il s’agit d’initier des formations dans le domaine de la mécanique, de la soudure et de la menuiserie en faveur des jeunes. Par ailleurs, la facilitation de l’accès des jeunes aux crédits pourrait contribuer à la lutte contre la pauvreté et le chômage dans le village en leur facilitant la création d’activités génératrices de revenus, étant donné que Temnaoré abrite un grand marché qui a lieu tous les trois jours et est fréquenté par les habitants des villages voisins. 

### Services publics

#### Éducation

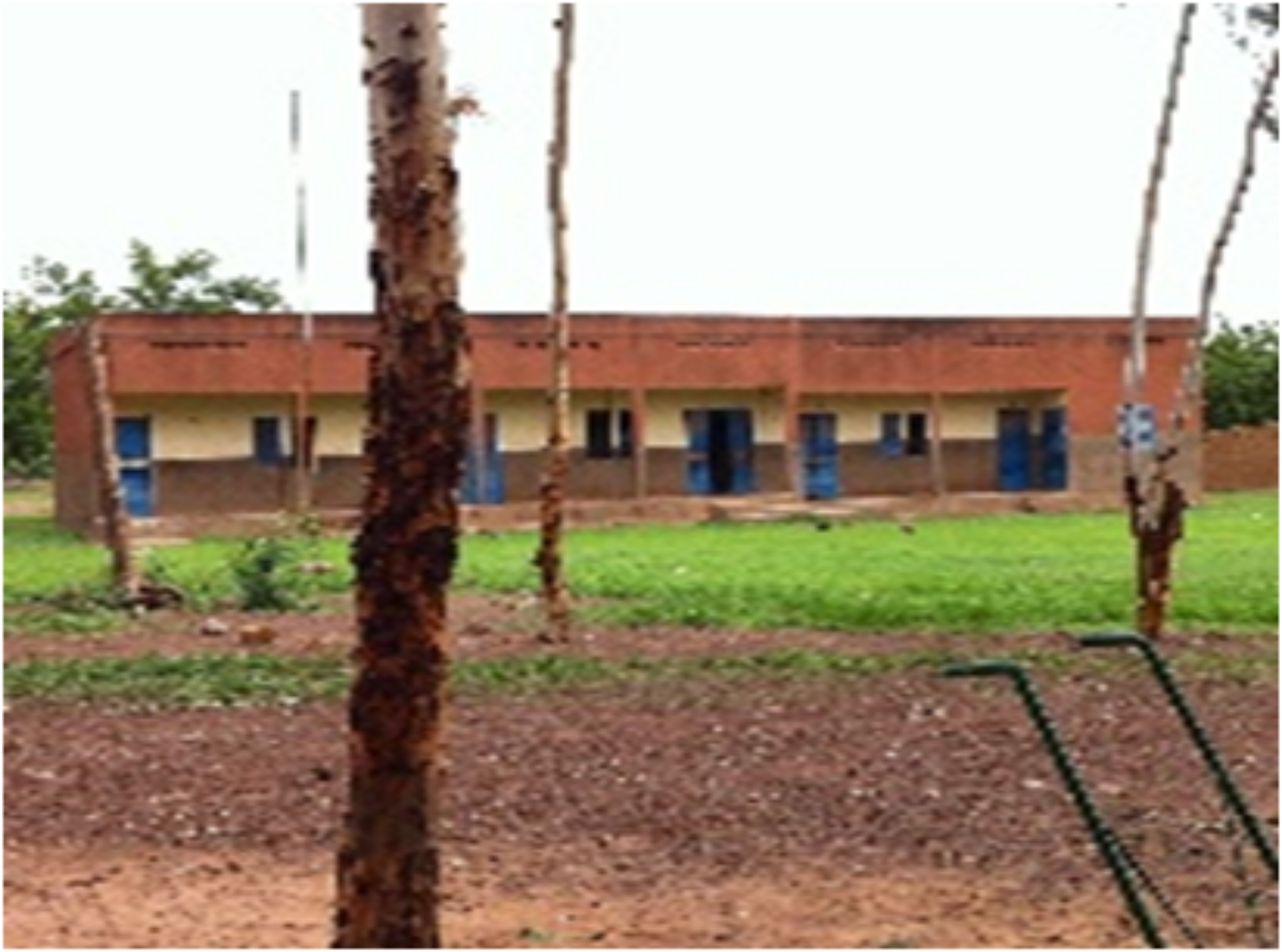
École primaire de Temnaoré.

Le village dispose d’une école à 6 classes et 5 logements d’enseignants, un forage, un bosquet scolaire et 3 blocs de latrines en mauvais état.
Les effectifs des élèves se composent comme suit :
| Classe | Sexe    | Effectif |
| ------ | ------- | -------- |
| CP1    | Garçons | 31       |
| CP1    | Filles  | 29       |
| CP2    | Garçons | 35       |
| CP2    | Filles  | 28       |
| CE1    | Garçons | 31       |
| CE1    | Filles  | 22       |
| CE2    | Garçons | 32       |
| CE2    | Filles  | 23       |
| CM1    | Garçons | 26       |
| CM1    | Filles  | 29       |
| CM2    | Garçons | 32       |
| CM2    | Filles  | 28       |

Temnaoré a un collège qui reçoit les élèves des villages avoisinants. En ce qui concerne l’alphabetisation, Temnaoré n’a pas de centre et de ce fait la population ne bénéficie pas des formations.

#### Santé

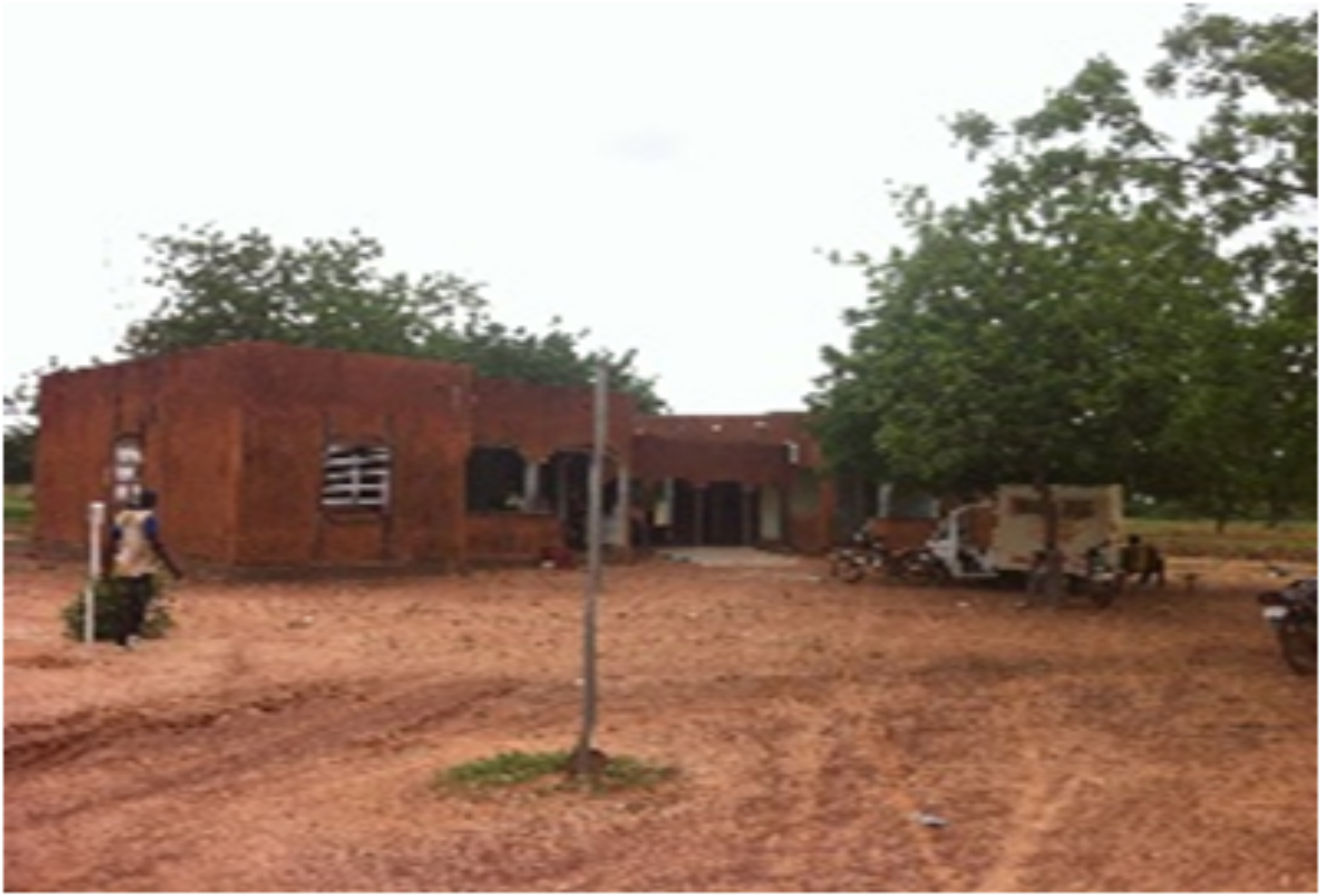
CSPS de Temnaoré.

Le village a un CSPS (Centre de Santé et de Promotion Sociale) qui non seulement rend service à la population de Temnaoré mais aussi aux habitants des villages de Daribiti n°1, Nayalgué, Oui, Zamsé et Ibi. La salle d’hospitalisation est petite et la capacité d’accueil est très réduite,.

#### Eau et assainissement
| Quartiers       | Forages | Nombre de concessions |
| --------------- | ------- | --------------------- |
| Nakombgo        | 1       | 7                     |
| Tengsobdogo     | 0       | 16                    |
| Bogoyiri        | 1       | 5                     |
| Tilembougri     | 1       | 16                    |
| Gambin          | 1       | 14                    |
| Binogo          | 0       | 7                     |
| Souka           | 0       | 14                    |
| Siguidiguin     | 1       | 6                     |
| Kougriséongo    | 1       | 3                     |
| Temnaoré-Foulbé | 1       | 3                     |
| TOTAL           | 7       | 91                    |

Au regard du tableau, le village a un accès faible à l’eau potable, car un forage couvre le besoin de 571 personnes. Selon les normes nationales, un forage doit servir 300 personnes. Il existe très peu de latrines familiales et le lieu de défécation est généralement la nature.

#### Autres infrastructures

Les infrastructures publiques de Temnaoré
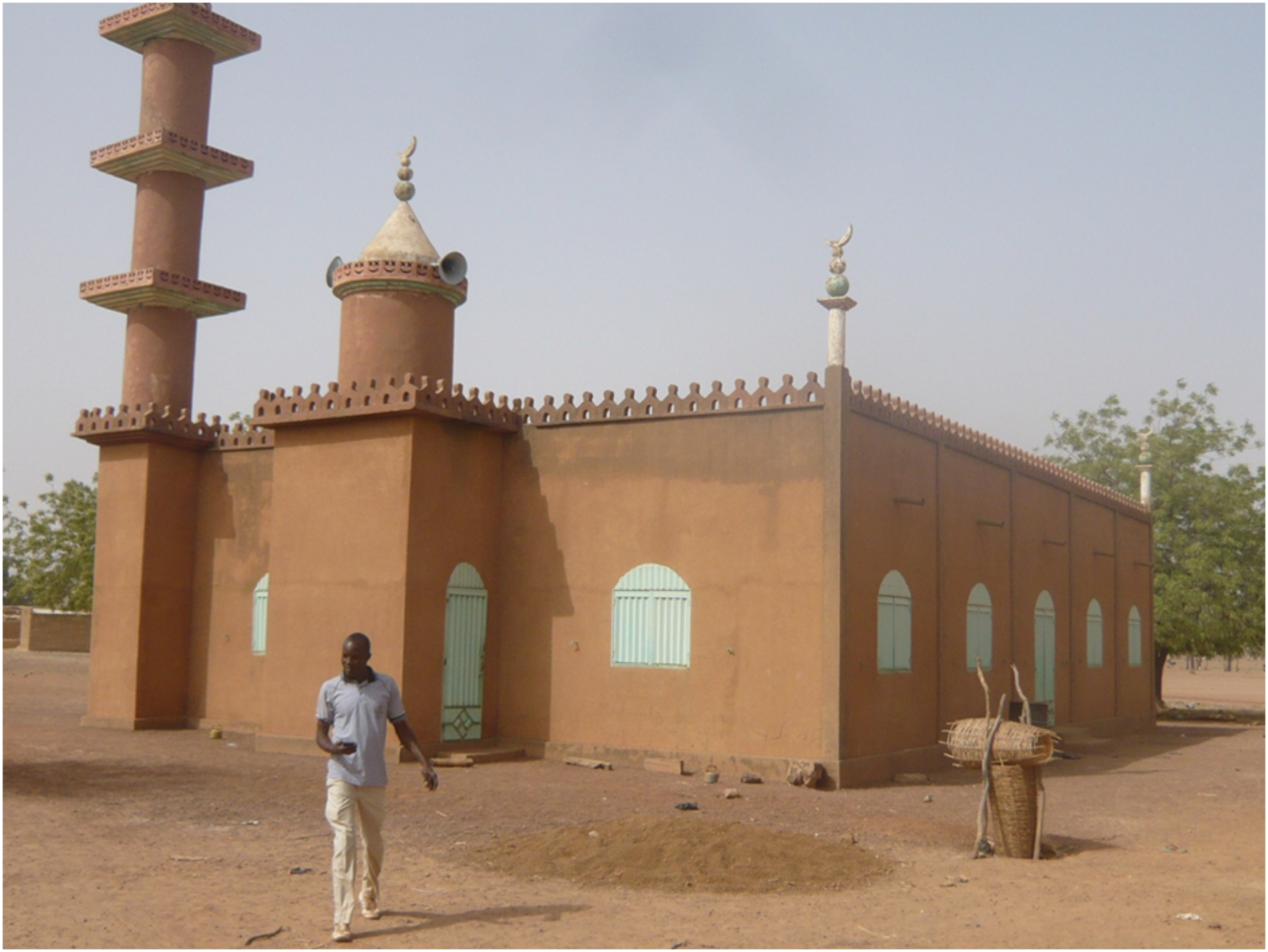
Mosquée de Temnaoré.
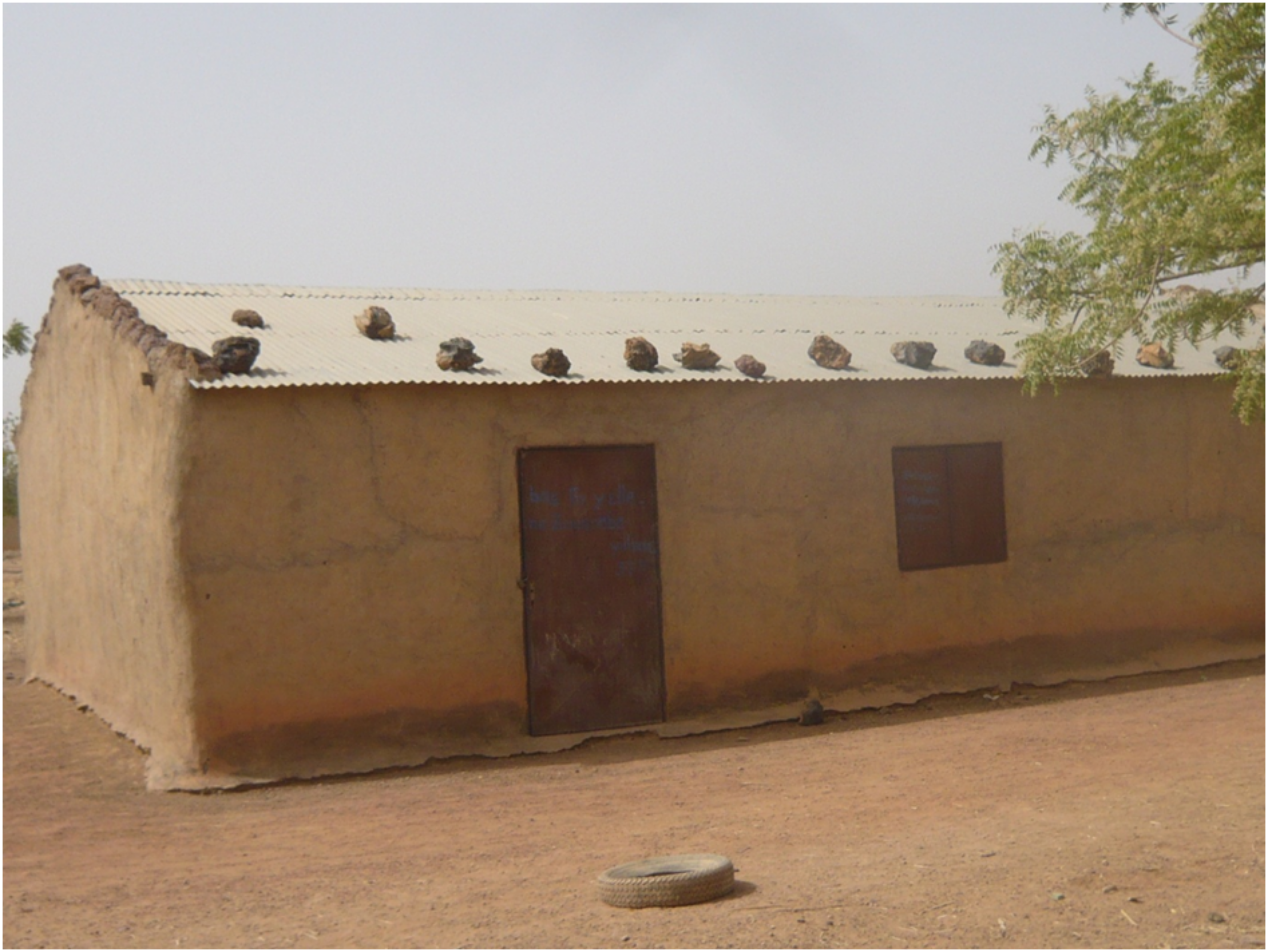
Église protestante de Temnaoré.
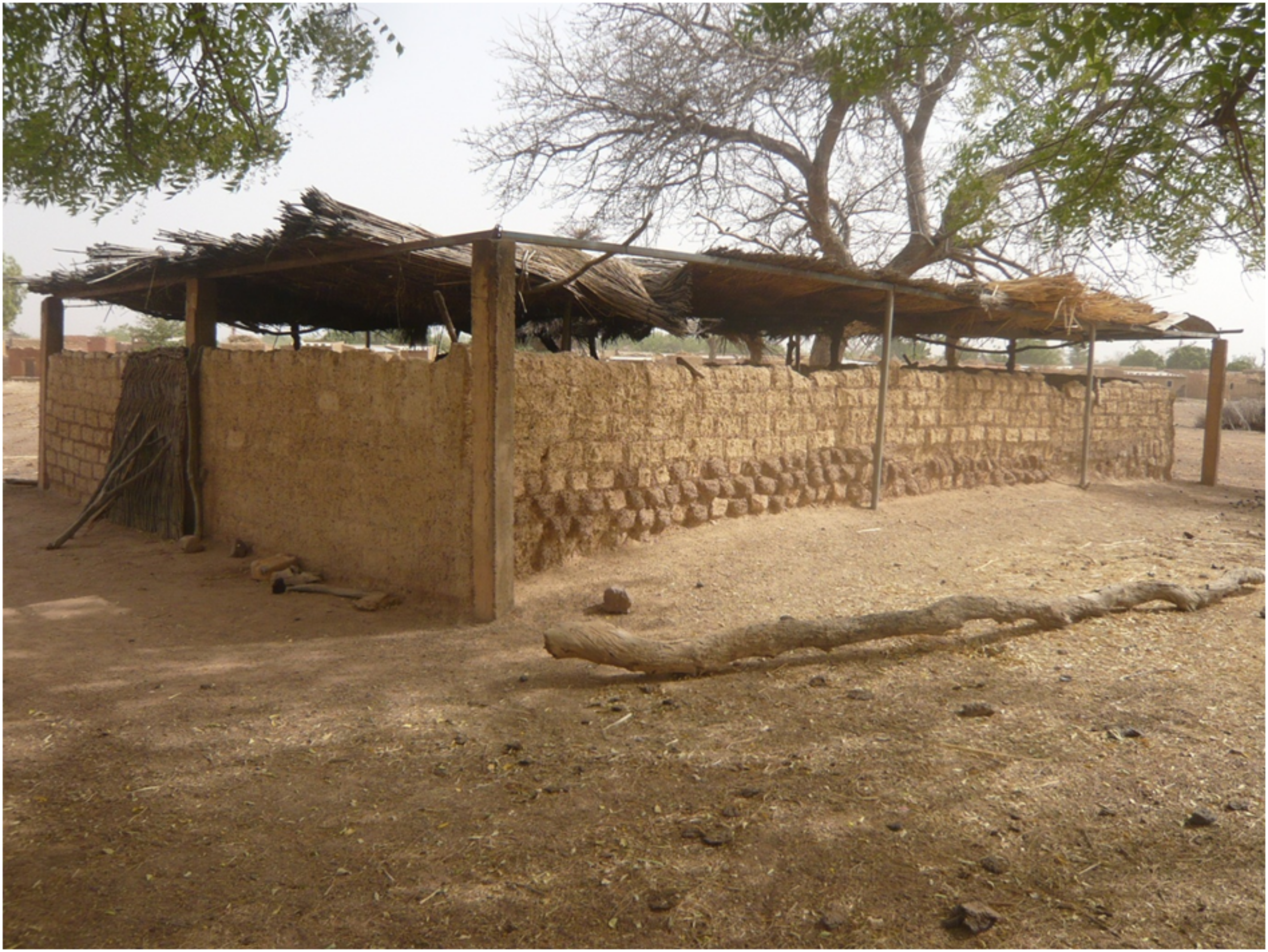
Église catholique de Temnaoré.

Le village dispose d'une mosquée, d'une église catholique, d'une église protestante et d'un marché.

## Économie

### Agriculture
L’agriculture est caractérisée par la prédominance des exploitations pratiquant une agriculture de subsistance à faible superficie essentiellement basée sur la production céréalière vivrière. L’organisation de la production et de la consommation est typique de l’exploitation familiale avec un champ collectif géré par le chef de concession. Les principaux types de production sont les productions vivrières (sorgho blanc, petit-mil, maïs, arachide et haricot) fruit d’une agriculture pluviale qui absorbe une grande partie de la population active. 
| Cultures | Superficie occupée par rapport à la superficie totale du champ |
| Sorgho blanc, Petit-mil, maïs | 75%                                                            |
| Haricot, sésame, arachide, pois de terre, patates, aubergine, oseille, tabac, calebasse. NB : ce sont des cultures associées aux principales cultures (sorgho blanc, petit-mil, maïs) | 25%                                                            |

### Élevage
L’élevage constitue la seconde activité économique après l’agriculture. Il procure des revenus substantiels aux populations par la vente effectuée surtout les jours de marché. On relève un système d’élevage de type agro-pastoral sédentaire. Les troupeaux tirent leur alimentation des pâturages naturels. Il n’existe pas de zone de pâture exclusivement réservée à l’élevage.

### Orpaillage
La plupart des jeunes et des femmes vont travailler sur les sites d’orpaillage de Zingguima et de Imiéré pour se procurer des revenus.

### Artisanat
L’artisanat traditionnel est pratiqué dans le village par quelques membres de la communauté et on peut citer le tissage, la teinture, la forge, la vannerie et la poterie dont les produits se vendent au marché de Temnaoré.